# مانفريد نواك
مانفريد نواك (بالألمانية: Manfred Nowak)‏ (و. 1950  م) هو قاضي، ومحامي، وأستاذ جامعي، ومحامي نمساوي.

## مناصب
تولى منصب United Nations Special Rapporteur on Torture and Other Cruel, Inhuman or Degrading Treatment or Punishment ‏ (2004–2010).

## التعليم
تعلم في جامعة فيينا، وجامعة كولومبيا.

## جوائز
حصل على جوائز منها:
- ميدالية أوتو هان للسلام [الإنجليزية]‏ (2014)
- جائزة برونو كرايسكي لحقوق الإنسان
- صليب وسام الاستحقاق من جمهورية ألمانيا الاتحادية.